# Cratere Naruko
Naruko  è un cratere sulla superficie di Marte.